# Karosa ŠD 11
Karosa ŠD 11 je model dálkového meziměstského autobusu vyráběného národním podnikem Karosa Vysoké Mýto v 60. a 70. letech 20. století. Vůz ŠD 11 byl nástupcem dálkové verze autobusu Škoda 706 RTO označené jako 706 RTO LUX. Po ukončení výroby vozidel Karosa řady Š byl v produkci nahrazen vozem Karosa LC 735.

## Konstrukce

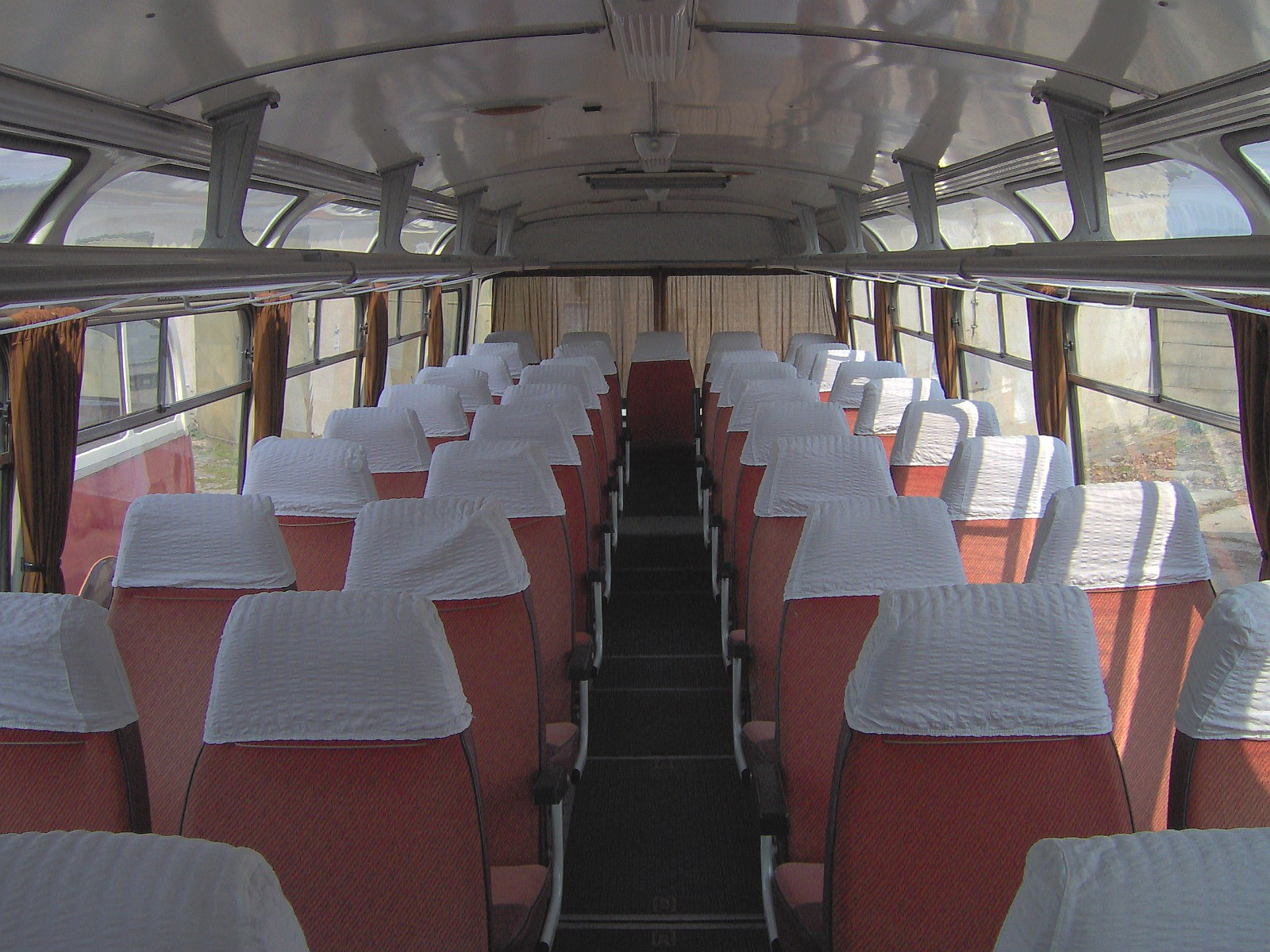
Interiér autobusu

Autobus Karosa ŠD 11 (Škoda – výrobce motoru – dálkový, číslice 11 označuje délku vozidla) konstrukčně vychází z městské varianty ŠM 11. Jedná se o standardní dvounápravový vůz se samonosnou karoserií panelové konstrukce. Motor vozidla je umístěn pod karoserií mezi nápravami. Protože se jednalo o autobus pro dlouhé meziměstské linky nebo pro zájezdy, v pravé bočnici se nacházely pouze jediné, ručně pomocí kliky ovládané dveře pro cestující, které se nacházely před přední nápravou. Některé vozy ŠD 11 ale měly i dveře druhé, ty byly umístěny na druhém konci autobusu až za zadní nápravou. Sedadla pro cestující, pohodlnější než u linkové verze ŠL 11, byla umístěna v rozmístění 2+2 se střední uličkou.
Pro první autobusy ŠD 11 (označované jako „Evropabusy“) bylo vyrobeno také několik kusů tzv. rotelu typu LP 30. Jednalo se o přívěs – „hotel“ na kolech, v němž bylo umístěno 30 lůžek, umývárna, šatna a WC.
Vyroben byl také jeden prototyp vozu ŠD 11.2050 (též označován jako ŠD 11 Lux). V tomto případě se jednalo o vůz zcela odlišného designu, který byl postaven na podvozkové skupině Karosy řady Š. Zajímavostí u tohoto autobusy byly např. pomocné reflektory, které se natáčely společně s otáčením volantu. Vůz ŠD 11.2050 získal na mezinárodní autobusové výstavě ve francouzském Nice druhé místo.

## Výroba a provoz

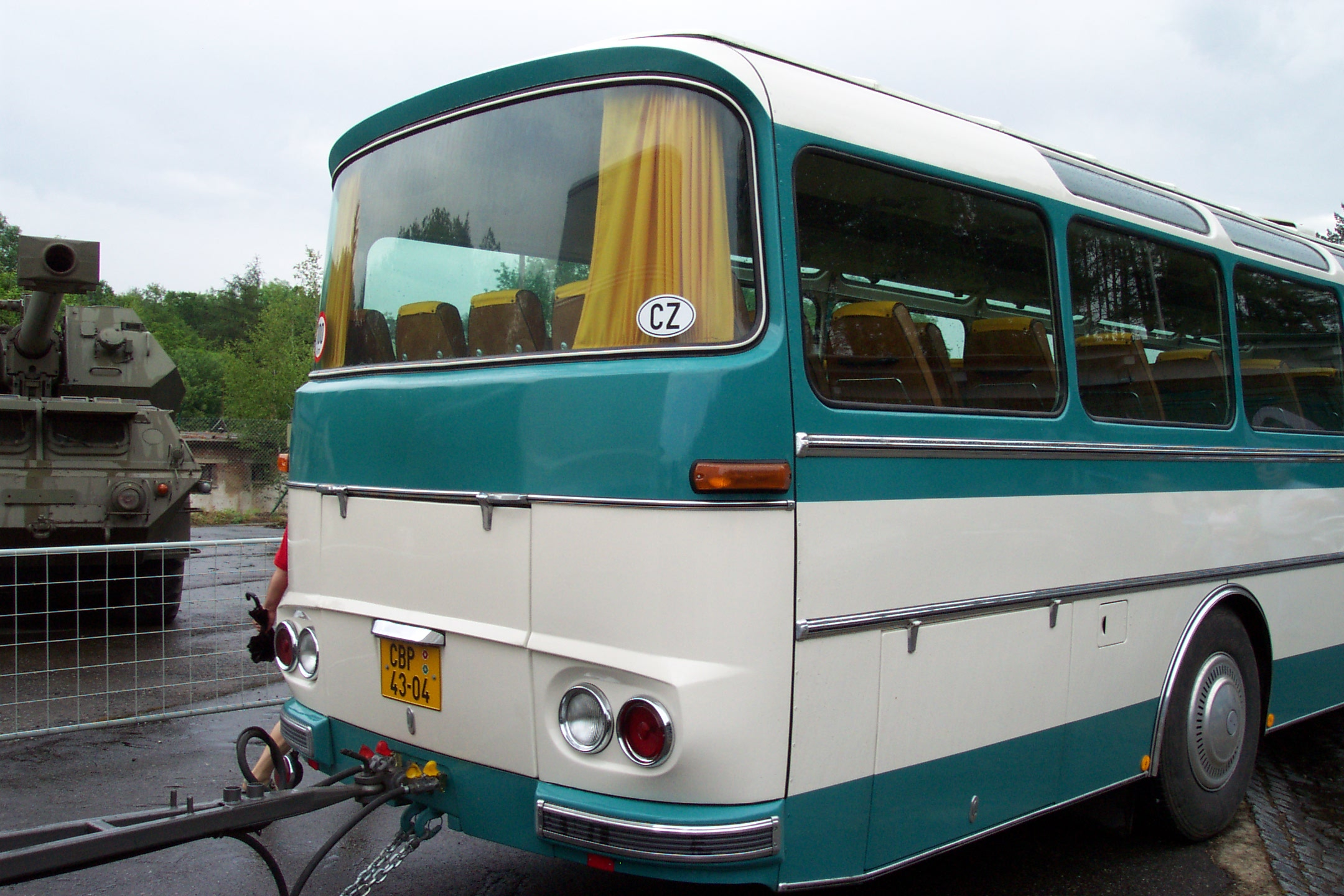
Zadní čelo autobusu ŠD 11 „Evropabus“

Funkční vzorek autobusu ŠD 11 byl vyroben již v roce 1963, prototyp vznikl roku 1967. Prototyp unikátního vozu ŠD 11.2050 opustil brány Karosy v roce 1968. V letech 1968 a 1969 bylo vyrobeno sto jednodveřových autobusů ŠD 11 „Evropabus“ (některé i s rotelem). Sériová výroba dvoudveřových vozů byla zahájena až roku 1974 a trvala až do konce výroby vozů řady Š, tedy do roku 1981. Typ ŠD 11 byl v těchto letech vyráběn ve dvou provedeních: se stropním panelem nad sedadly (výrobce jej označoval jako kanál nuceného rozvodu vzduchu a individuálního osvětlení) nebo s nosičem zavazadel nad sedadly (obdobně jako Karosa ŠL 11). Celkem Karosa vyprodukovala přes 2800 autobusů ŠD 11.
Vozy ŠD 11 byly většinou vyřazovány v 80. letech, poslední dosluhovaly dokonce i na regionálních autobusových linkách ČSAD.

## Historické vozy
- Cvejn bus autodoprava (1 vůz)
- ČSAD Jihotrans („Evropabus“ s rotelem Karosa LP 30)
- Kukabus (1 vůz)
- Doprava Záruba M&K (1 vůz, SPZ 4C0 4114)

Soukromé sbírky:
- občanské sdružení Za záchranu historických autobusů a trolejbusů Jihlava (2 vozy)
- soukromá osoba (1 vůz, SPZ KE-459IA)
- ŠKODA – BUS klub Plzeň (1 vůz, r.v.1977)
- KHA Bratislava (1 vůz, verze Evropabus)
- soukromá osoba (1 vůz, verze Evropabus)
- soukromá osoba (1 vůz, SPZ 6A2 2870)
- soukromá osoba (1 vůz, SPZ 5U3 1895)
- soukromá osoba (1 vůz, SPZ BNA 27-70)
- soukromá osoba (1 vůz, SPZ DO 56-49)
- soukromá osoba (1 vůz, SPZ 3E2 5756)
- soukromá osoba (1 vůz, SPZ KM 78-48)
- soukromá osoba (1 vůz, SPZ 8A9 2750)
- soukromá osoba (1 vůz, SPZ 2J9 7234)
- soukromá osoba (1 vůz, SPZ 1AU 1032)
- soukromá osoba (1 vůz, SPZ ME 47-57)
- soukromá osoba (1 vůz, SPZ PT 23-06)
- soukromá osoba (1 vůz, SPZ 1S6 6563)
- soukromá osoba (1 vůz)
- soukromá osoba (1 vůz, SPZ 1H9 6668)
- Veteran Bus Diamant, Košice (1 vůz, SPZ KE-870DS)
- soukromá osoba (1 vůz, SPZ 6C0 7171)